# Carrier Air Wing Fifteen
15ème Escadre aérienne embarquée
Le Carrier Air Wing Fifteen ou CVW-15, était une escadre aérienne embarquée de l'US Navy. Mise en service le 20 décembre 1963, elle a été dissoute le 31 mars 1995. Elle était connue auparavant sous le nom de Carrier Air Group Fifteen (CVG-15) établi le 5 avril 1951 sur l'USS Antietam (CV-36),.

## Historique

### CVG-15 et guerre du Vietnam
Le Carrier Air Group 15 a été créé le 5 avril 1951 et a été déployé pendant la guerre de Corée en septembre de la même année à bord de l'USS Antietam (CV-36). L'escadre était composé d'escadrons de réserve lors des deux déploiements de la guerre de Corée. 
À partir de 1960, le CVG-15 est transféré sur l'USS Coral Sea  et, en 1963, tous les CVG ont été renommés Carrier Air Wing, devenant Carrier Air Wing 15.  Le CVW-15 ne s'est cependant déployé avec l'USS Constellation qu'une seule fois en 1966 pendant la guerre du Vietnam. Lors de l'évacuation de Saigon en 1975, les avions du CVW-15 couvraient les hélicoptères utilisés pour secourir les civils fuyant la chute de Saïgon. (Opération Frequent Wind)

### Après le Vietnam

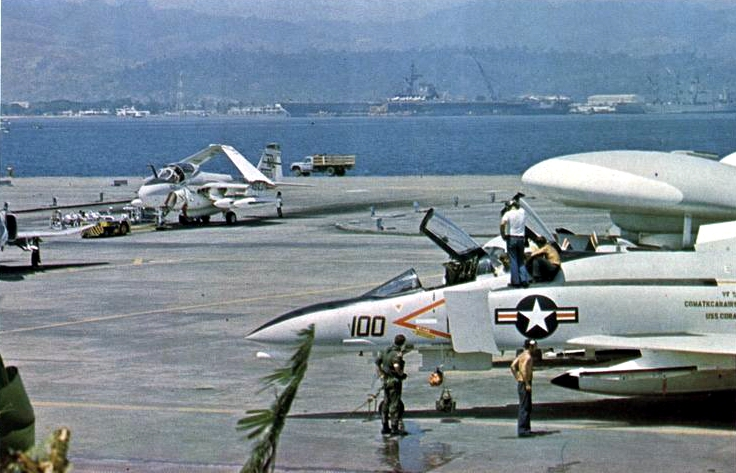
Avion du CVW-15 au NAS Alameda en 1974. USS Coral Sea est en arrière-plan

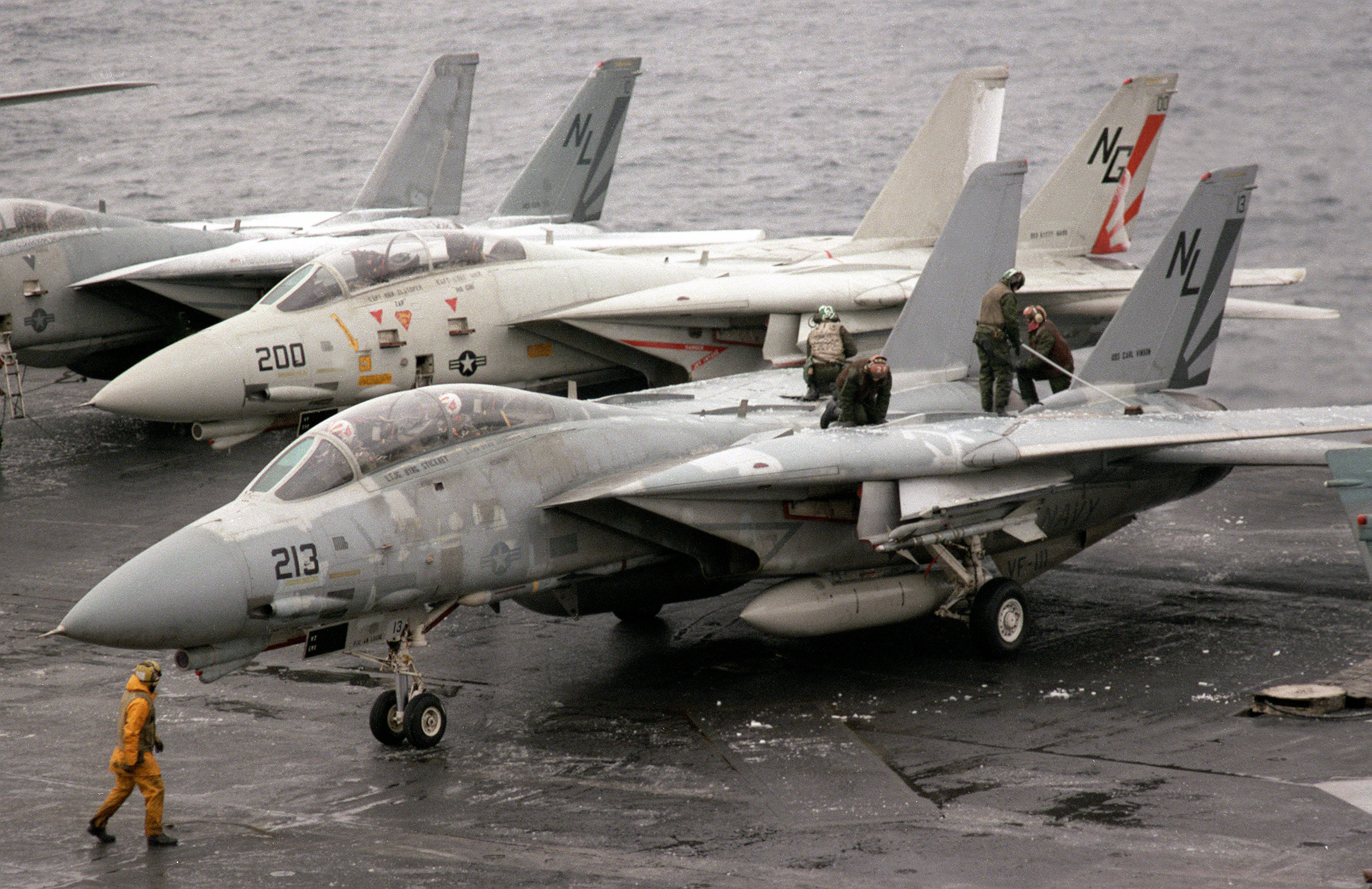
2 F-14A Tomcats des opérations VF-111 à bord du porte-avions USS Carl Vinson (CVN-70) en 1987. Notez le camouflage plus clair du F-14A avec le numéro 200 qui porte le code de queue "NG" de CVW-9 et le nom du transporteur parent de CVW-9 (alors), USS Kitty Hawk (CV-63). Les gouvernails, cependant, portent les inscriptions du VF-111

Le CVW-15 a effectué son déploiement final à bord de l'USS Coral Sea en 1977. Cette croisière était la seule fois que le F-4J Phantom et l'EA-6A Electric Intruder faisaient partie du CVW-15. Après cela, en 1979, CVW-15 s'est déployé pour la première fois sur l'USS Kitty Hawk (CV-63) et avec les nouveaux F-14A Tomcat et S-3A Viking.
En 1983, CVW-15 s'est déployé pour la première fois sur le nouveau porte-avions de classe Nimitz, l'USS Carl Vinson (CVN-70). Cette croisière était importante car il s'agissait d'une croisière autour du monde qui impliquait des escales à Saint-Thomas, Monaco, Abidjan, Perth, Base navale de Subic Bay, British Hong Kong, Sasebo, Pusan, Pearl Harbor et le déplacement du port d'attache de Vinson de Norfolk en Virginie de la côte ouest jusqu'à la Naval Air Station Alameda en Californie, dans la région de la baie de San Francisco. Durant leur passage au Carl Vinson, ils ont participé aux RIMPAC 84' et 86'. Au cours de la croisière de 1986 à 1987 dans le Pacifique Nord, les VF-51 et VF-111 portaient les multiples codes de queue d'autres escadrons aériens du porte-avions pour confondre les patrouilles de l'aviation navale soviétique.
En juillet 1988, lors des Jeux olympiques d'été de 1988 de Séoul, le CVW-15 embarque à bord de l'USS Carl Vinson et opère au large de la Corée du Sud. En 1989, ils ont également participé au grand exercice naval PACEX 89.

### Après la guerre froide et les dernières années
En 1990, CVW-15 a effectué sa dernière croisière avec le Carl Vinson avant de retourner sur le Kitty Hawk pour le reste de son service restant dans l'US Navy. Cette croisière était également la dernière pour l'A-7 Corsair avec CVW-15 avant la conversion des VFA-27 (en) et VFA-97 en F/A-18A Hornet ainsi que pour le SH-3 Sea King en SH-60 Seahawk pour le HSC-4. 
Le 13 janvier 1993, le Commandant du VFA-97 Kevin J. Thomas a mené une frappe aérienne nocturne de 110 avions de la coalition, dont 35 avions du Kitty Hawk, contre les sites de commandement et de contrôle SAM en Irak. Ceci en réponse aux violations irakiennes des résolutions de l'ONU. Le 18, une frappe aérienne composée de 29 avions, dont des F/A-18A Hornet, des F-14A Tomcat et des E-2C Kawkeye en soutien de CVW-15, a été annulée lorsque l'Irak a déplacé des sites SAM mobiles dans le sud de l'Irak.
Le 23, un autre incident s'est produit lorsqu'une batterie irakienne a tiré sur un A-6E SWIP Intruder du VA-52 et deux F/A-18A  au-dessus du sud de l'Irak. En réponse, l'Intruder a attaqué la batterie avec une bombe de 1.000 livres.
Entre juin et décembre 1994, le CVW-15 a effectué son dernier déploiement avant d'être inactivé en 1995 avec de nombreux escadrons faisant partie du CVW-15. Au cours de ce déploiement, l'escadre aérienne a participé à la "première poursuite de guerre anti-sous-marine contre le sous-marin chinois de classe Han" ainsi qu'au suivi du plus grand sous-marin de classe Oscar II entre le 7 et le 8 juillet, qui ont été conçus pour attaquer les groupements aéronavals américains. Le sous-marin Oscar II était très probablement le K-442 de la flotte russe du Pacifique,.

### Les unités subordonnées
Lors du dernier déploiement de 1994, les escadrons suivants ont été affectés au CVW-1:
| Code    | Insigne | Escadron                                    | Surnom           | Aéronef          |
| ------- | ------- | ------------------------------------------- | ---------------- | ---------------- |
| VF-51   |         | Fighter Squadron 51                         | Screaming Eagles | F-14 Tomcat      |
| VF-111  |         | Fighter Squadron 111                        | Sundowners       | F-14 Tomcat      |
| VFA-97  |         | Strike Fighter Squadron 97                  | Warhawks         | F/A-18C Hornet   |
| VFA-27  |         | Strike Fighter Squadron 27                  | Royal Maces      | F/A-18C Hornet   |
| VA-52   |         | Attack Squadron 53                          | Knight Riders    | A-6 Intruder     |
| VAW-114 |         | Carrier Airborne Early Warning Squadron 114 | Hormel Hawgs     | E2 Hawkeye       |
| HSC-4   |         | Helicopter Sea Combat Squadron 4            | Blacknights      | SH-60F Oceanhawk |
| VAQ-134 |         | Electronic Attack Squadron 134              | Garudas          | EA-6B Prowler    |
| VS-37   |         | Sea Control Squadron 37                     | Sawbucks         | S-3 Viking       |
| VQ-5    |         | Fleet Air Reconnaissance Squadron 5         | Seashadows       | ES-3A Shadow     |